# Olena Rurak
Olena Wolodymyriwna Rurak (ukrainisch Оле́на Володи́мирівна Рура́к; * 7. Februar 1972 in Dnipropetrowsk, Ukrainische SSR, Sowjetunion) ist eine ehemalige ukrainische Leichtathletin. Sie trat bei internationalen Meisterschaften im 400-Meter-Lauf und mit der ukrainischen 4-mal-400-Meter-Staffel an.

## Karriere
Rurak wurde 1995 ukrainische Meisterin im 400-Meter-Lauf. Diesen Erfolg wiederholte sie 1998 und 2000.
Über 400 Meter bei den Leichtathletik-Weltmeisterschaften 1995 in Göteborg erreichte Rurak das Halbfinale, wo sie in 52,01 s als Siebte ausschied.
Beim Leichtathletik-Europacup 1995 in Villeneuve-d’Ascq gewann Rurak im 200-Meter-Lauf sowie mit Wiktorija Fomenko, Jana Manuilowa und Olga Moros in der 4-mal-400-Meter-Staffel eine Bronzemedaille. Im folgenden Jahr gewann sie beim Leichtathletik-Europacup 1996 in Madrid mit Fomenko, Ljudmila Koschtschei und Moroz die Silbermedaille in der 4-mal-400-Meter-Staffel.
Nachdem sie bei den Olympischen Spielen 1996 in Atlanta in 52,92 s im Vorlauf über 400 Meter ausgeschieden war, erreichte sie bei den Europameisterschaften 1998 in Budapest über 400 Meter den siebten Platz.
Bei den Olympischen Spielen 2000 in Sydney scheiterte sie über 400 Meter in 53,45 s erneut bereits in der Vorrunde.
Ihre persönliche Bestzeit lief sie 1996 mit 50,93 s.